# Clovis Hesteau de Nuysement
Clovis Hesteau de Nuysement (* im 16. Jahrhundert in Blois; † im 17. Jahrhundert) war ein französischer Dichter und Alchemist.

## Leben und Werk
Clovis Hesteau, Herr von Nuysement, war Sekretär von König Heinrich II., dann dessen jüngsten Sohnes François-Hercule de Valois, duc d’Alençon. Unter Heinrich IV. war er Steuereinnehmer in Ligny-en-Barrois. Hesteau verkörperte die Verbindung von christlich-philosophischer Alchemie und Poesie. Sein barocker Traktat von dem „wahren philosophischen Salz und dem allgemeinen Welt-Geist“ wurde im 17. Jahrhundert aus dem Französischen ins Lateinische, Englische und Deutsche übersetzt und 2007 neu herausgeben. Seine Werke waren vergessen, als Albert-Marie Schmidt sie 1936 wiederentdeckte. Wallace Kirsop (* 1933) widmete ihm 1960 eine ungedruckte Dissertation. Seit 1994/1996 liegt seine Dichtung in moderner Ausgabe vor.

## Werke
- (1578) Les oeuvres poétiques. Hrsg. Roland Guillot. 2 Bde. Droz, Genf 1994–1996. (Vorwort von Gisèle Mathieu-Castellani)
- (1584, Übersetzer) Justus Lipsius: Deux livres de la constance. Christophle Plantin, Antwerpen 1584.
- (1620) Poeme Philosophic De La Verité De La Physique Mineralle, Où sont refutées les objections que peuvent faire les incredules & ennemis de cet Art. Auquel est naïfvement & veritablement depeinte la vraye matière des Philosophes ; Dedié A Tres-Haut, Tres-Puissant, & Tres-Vertueux Prince, Monseigneur le Duc de Lorraine & de Bar. Par le Sieur de Nuisement, Receveur general du Comté de Ligny en Barrois. Maire, Den Haag 1639.
- (1620) Table d’Hermès expliquée par sonnets.
- (1621, 1639) Traité du vrai sel, secret des philosophes, et de l'esprit universel du monde. Oeuvre non moins curieux que profitable, traitant de la connaissance de la vraie médecine chymique. Hrsg. Joseph Castelli und Patrick Pierrot. Castelli, Montélimar 2007.
  - (lateinisch) Tractatus De Vero Sale Secreto Philosophorum, & de universali Mundi SpirituGallice primo scriptus in supplementum diu desiderati tertii principii Cosmopolitae, sive, ut vulgo creditur, Michaelis Sendivogii Poloni, quod de Sale promisit ... a Domino de Nuysement ... ; Liber non minus curiosus quam proficuus, utpote tractans de cognitione verae Medicinae Chemicae / Nunc simplicissimo stylo Latine versus a Ludovico Combachio. Sebald Köhler, Kassel 1651. (übersetzt von Ludwig Combach, 1590–1657)
  - (englisch) Sal, lumen, & spiritus mundi philosophici: or, the dawning of the day discovered by the beams of light. shewing, the true salt and secret of the philosophers. The first and universal spirit of the world. Written originally in French, afterwards turned into Latin, by the illustrious doctor, Lodovicus Combachius, ordinary physician to the King, and publick professor of the physick in the University of Mompelier. And now transplanted into Albyons Garden, by R.T. Philomath. London 1657.
  - (deutsch) Das erste von dem geheimen waaren Saltz der Philosophorum, und allgemeinen Geist der Welt. Von H. Nuysement aus Lothringen. In: Dreyfaches hermetisches Kleeblat in welchem begriffen dreyer vornehmen Philosophorum herrliche Tractätlein. Endter, Nürnberg 1667, S. 1–208.
  - (deutsch) Eines wahren ADEPTI besondere Geheimnisse von der Alchymie zum Gebrauch und Nutzen denen Liebhabern hrsg. und mit figuren erlåutert. J. N. Gerlach, Dresden 1757.
- (1624) Poème philosophique sur l’Azoth des philosophes.